# Зикова
Зи́кова (рос. Зыкова) — присілок у складі Гаринського міського округу Свердловської області.
Населення — 81 особа (2010, 163 у 2002).
Національний склад населення станом на 2002 рік: росіяни — 99 %.